# Sidi Bouhria
Sidi Bouhria (franska: Sidi Bouhria (CR), Sidi Bouhria (Commune Rurale), arabiska: رسلان) är en kommun i Marocko.   Den ligger i provinsen Berkane och regionen Oriental, i den nordöstra delen av landet, 400 km öster om huvudstaden Rabat. Antalet invånare är 5 400.